# استاکیای
استاکیای (به لاتین: Stakiai) یک شهرک در لیتوانی است که در شهرستان تاوراگه واقع شده‌است. استاکیای ۱۷۰ نفر جمعیت دارد.